# 小嶋光康
小嶋 光康（こじま みつやす、1963年3月23日 - ）は、埼玉県出身のプロゴルファー。

## 来歴
日本大学商学部ゴルフ部出身。
15歳からゴルフを始め、高橋五月に師事し、1986年にプロ入りする。
1988年の栃木オープンでは最終日に69をマークして高橋完と共に首位タイで並んでプレーオフに持ち込んだが、2位に終わった。
1993年には関東PGAフィランスロピートーナメントで優勝。　　　　　
1999年の後楽園カップ（第4回）では初日69・最終日67をマークして青木基正と並んでの5位タイ、2000年のJGTO iiyamaチャレンジiではプラヤド・マークセン（タイ王国）と並んでの10位タイに入った。
2004年のPGAカップチャレンジではインスタートの初日に12番のパー3でバーディを奪うと、続く13番、17番、18番でバーディを沈め手堅く前半を4バーディ、ノーボギーの32で折り返す。続くアウトでも2番のパー3でバーディパットを沈めると5番、7番、8番でもバーディを沈め、8バーディー、ノーボギー64のトータル8アンダーで単独首位に立った。4つのパー3ホールで全てバーディを決めるなどアイアンショットが冴え渡り、完璧なゴルフでのラウンドであったが、最終日は経験不足から来る緊張からか前日のようなバーディを決められない展開が続く。5番でようやくバーディを奪うものの8番でボギー、続く9番ではダブルボギーと後退し、河井博大・古木譲二と並んでの14位タイに終わった。
2004年の日本プロを最後にレギュラーツアーから引退し、2006年のPGA・JGTOチャレンジⅠでは最終日に67をマークして初日32位タイから7位タイに浮上。
現在は水野和徳と共に小山ゴルフクラブ所属で、栃木県プロゴルフ会メンバーでもある。

## 主な優勝
- 1993年 - 関東PGAフィランスロピートーナメント